# Hayder Giray
 (décembre 2008).
Si vous disposez d'ouvrages ou d'articles de référence ou si vous connaissez des sites web de qualité traitant du thème abordé ici, merci de compléter l'article en donnant les références utiles à sa vérifiabilité et en les liant à la section « Notes et références ».
Hayder (mort en 1487) est un khan de Crimée ayant régné en 1456. Il est le fils d'Haci Giray.
En 1456, il se révolte contre son père et occupe le trône pendant quelque temps, avant que la révolte n'échoue.
Pendant le règne de son frère, Mengli Giray, Hayder est capturé et emprisonné dans la forteresse génoise de Soudak. Après la conquête ottomane de la Crimée, en 1475, Hayder s'enfuit à Kiev, dans le royaume de Pologne. En 1479, il déménage à Moscou, sous la protection du grand-duc Ivan III, qui l'exile plus tard dans le nord de la Moscovie.
Il meurt en 1487.

## Source
- (en) Alan W. Fisher, The Crimean Tatars, Standford University California, Hoover Institution Press, 1987, 264 p. (ISBN 0817966625), p. 7